# Stadio Pier Luigi Penzo
Stadio Pier Luigi Penzo este un stadion multifuncțional din Veneția, Italia. Este cea mai mare arenă sportivă din Veneția și terenul unde își desfășoară meciurile de pe teren propriu echipa Venezia FC. Stadionul a fost inaugurat pentru prima dată în 1913 și este numit după pilotul Pier Luigi Penzo care a activat în Primul Război Mondial. Este al doilea cel mai vechi stadion folosit în mod continuu din Italia (cel mai vechi fiind Stadio Luigi Ferraris din Genova).

## Istorie
Construit inițial din lemn, stadionul a fost în mare parte modernizat cu o tribună principală din beton în anii 1920 și au fost aduse îmbunătățiri suplimentare în deceniile care au urmat. Prezența record de 26.000 de spectatori a fost atinsă la un meci de fotbal din 1966, un meci din Serie A jucat împotriva echipei A.C. Milan.
La 11 septembrie 1970, o tornadă a lovit Veneția și a provocat pagube importante stadionului. Datorită declinului clubului, stadionul a fost refăcut doar parțial, iar capacitatea a fost redusă la puțin peste 5.000 de locuri, și apoi a crescut din nou la 15.000 în 1998. Revenirea clubului în Serie A în 2021 a determinat începerea reamenajarea stadionului în timpul verii.
Situat la marginea estică a Veneției, stadionul este notabil, deoarece este ușor accesibil cu barca.